# 1N4001 og 1N5400 diode-serierne
1N4001-serien (eller 1N4000 serien) er en populær familie af 1,0 ampere bredt anvendelige silicium-baserede ensretterdioder almindeligevis anvendt i AC-netdele til almindelige husholdningsanvendelser. Deres typebenævnelse følger JEDEC JESD370B-standarden. Den maksimale mulige spærreretningsspænding varierer fra 50 til 1000 volt. Denne diode kommer i et aksialt plasthus kaldet DO-41.
1N5400-serien er en lignende populær serie til højere strømanvendelser, op til 3 A. Disse dioder kommer i det større DO-201 aksiale plasthus.
Disse er temmelig langsomme ensretterdioder, og de er ineffektive til at ensrette firkantsignaler på mere end 15 kHz.

Serien bliver produceret af mange forskellige fabrikanter. 1N4000-serien blev introduceret i Motorolas Silicon Rectifier Handbook i 1966, som erstatning af 1N2609 til 1N2617.
1N5400-serien blev annonceret i Electrical Design News i 1968, sammen med den mindre kendte 1,5-ampere 1N5391-serie.

Disse enheder er bredt anvendte og anbefalede.

Tabellen nedenfor viser den maksimale repetitive spærrespænding for hvert medlem af 1N4000- og 1N5400-serierne.
| Spænding | 1 A del | 3 A del |
| -------- | ------- | ------- |
| 50 V     | 1N4001  | 1N5400  |
| 100 V    | 1N4002  | 1N5401  |
| 200 V    | 1N4003  | 1N5402  |
| 300 V    | —       | 1N5403  |
| 400 V    | 1N4004  | 1N5404  |
| 500 V    | —       | 1N5405  |
| 600 V    | 1N4005  | 1N5406  |
| 800 V    | 1N4006  | 1N5407  |
| 1000 V   | 1N4007  | 1N5408  |

I Fairchild Semiconductor versionen produceret af Suzhou vejer silicium-chippen, som er den aktive dims i ensretteren, kun 93 mikrogram.

## Ikke-standard anvendelse
Mange af dioderne i denne familie har en større ændring af katode-til-anode-kapacitansen, når anvendt i spærreretningen – og kan derfor anvendes af elektronikamatører som kapacitetsdioder.

## Hurtigere diode udgaver
Der er kommet hurtigere udgaver af 1N4001 og 1N5400 diode-serierne. De hedder UF4001 og UF5400 diode-serierne.

De er lidt dyrere og dioder med større spærrespænding end 400V, har højere ledespændingsfald end 1N-typerne ved 1A – og mindre ledespændingsfald for typerne med spærrespænding mindre end eller lig 400V.